# 1868 en droit
Cet article présente les faits marquants de l'année 1868 en droit.

## Événements
- Au Bouganda, le roi Moutesa établit une véritable autocratie en centralisant tous les pouvoirs. À la tête de l’État le plus puissant de la zone des Grands Lacs, le roi cherche à se procurer les fusils qui lui permettront de lancer des raids contre ses voisins. Il laisse venir à lui les marchands arabes et swahilis de la côte orientale. Il se distingue en négociant avec eux armes contre ivoire ou esclaves, tout en limitant leur influence sur le plan des conversions à l’islam.
- Abolition de l’esclavage dans les colonies portugaises.
- États-Unis : l'exclusion des listes électorales d’un certain nombre de Confédérés et le refus de nombreux autres de paraître approuver l’action du Congrès en s’y faisant inscrire assure aux Noirs du Sud la majorité (703 000 sur1363000 inscrits). L’opinion se répand qu’ils font désormais la loi et que, peu instruits, ils sont les instruments d’une clique de politiciens républicains corrompus et d’hommes d’affaires venus du nord (les carpetbaggers) et de « collaborateurs » (scalawags, brebis galeuses).
- Loi sur l’instruction publique obligatoire en Hongrie, œuvre du ministre libéral József Eötvös. L’analphabétisme recule, le nombre des établissements scolaires primaires passe de 13 000 en 1867 à 30 000 en 1905.
- Espagne : droits de réunion et d’association.
- Le Royaume-Uni arrête la déportation des prisonniers en Australie.

### Avril
- 6 avril, États-Unis : traité de Fort Laramie avec les Indiens, qui ne conservent plus que les Dakota. Fin de la première guerre des Sioux qui se battent pour défendre leurs terres sacrées dans les Black Hills. Le gouvernement américain s’engage à fournir des vivres aux Indiens à condition qu’ils ne quittent pas leur réserve. Les Navajos sont autorisés à rejoindre une réserve sur leurs anciens territoires.

### Juillet
- 9 juillet, États-Unis : ratification du 14e amendement, restreignant les droits des États : droit civiques aux Noirs, interdiction de tout rôle politique aux anciens rebelles. Les dettes de la Confédération ne sont pas reconnues.

### Août
- 2 août, Madagascar : promulgation du Code des 101 articles, premier texte juridique imprimé à Madagascar. Essentiellement pénal, il institue l’égalité devant la loi et la justice, la responsabilité individuelle et une liste précise des délits et des peines, limitant la peine de mort aux seuls cas d’homicide et d’atteinte à la sûreté de l’État. Les coutumes sont codifiées et ont désormais force de loi.

### Décembre
- 6 décembre : loi des nationalités en Hongrie. Elle prévoit et garantit le libre usage de la langue roumaine mais affirme que dans le royaume il n’y a qu’une seule « nation » hongroise.